# PT-617
PT-617 (vollständig Motor Torpedo Boat PT 617, auch Big Red Cock bzw. Dragon Lady) ist der Name eines PT-Schnellboots der United States Navy. Das 1945 von Electric Boat gebaute Boot befindet sich heute außerhalb des Wassers als Museumsschiff in einer extra zu diesem Zweck errichteten Halle innerhalb des Battleship Cove in Fall River, Massachusetts. PT-617 wurde im Dezember 1989 als National Historic Landmark in das National Register of Historic Places eingetragen.

## Beschreibung
Das 24 Meter (80 Fuß) lange Boot besteht aus zwei Lagen Mahagoni-Planken, die diagonal auf Spanten aus Fichten-, Eichen- und Mahagoni-Holz montiert sind. Die Konstruktion wurde zusätzlich durch verschiedene Maßnahmen verstärkt, unter anderem durch eine Textilschicht zwischen den Planken.
Unter Deck befinden sich vom Heck zum Bug die Achterpiek, der Maschinenraum, ein Aufenthaltsraum für die Mannschaft, zwei Offizierskabinen, eine Messe, das Magazin, die Bordküche, die Mannschaftsräume und die Vorpiek. Von der Messe aus führt eine Leiter hinauf zum Navigationsraum mit Funk- und Radaranlage und weiter bis zur Brücke.
Die drei 12-Zylinder-Packard-Motoren des Typs 4M-2500 wurden speziell für den Einsatz auf PT-Schnellbooten entwickelt und waren mit Flüssigkeit gekühlt. Jeder der Motoren trieb eine eigene Schraube an, wodurch das Boot über eine Gesamtleistung von 4.050 PS (knapp 3.000 kW) verfügte, die es auf bis zu maximal 40 Knoten beschleunigen konnte. Mit den üblicherweise an Bord befindlichen 9 Tonnen AvGas hatte PT-617 eine durchschnittliche Reichweite von 500 Meilen.
Die zusätzlich zu den Torpedos an Bord befindlichen Waffen waren hauptsächlich für den Beschuss von Flugzeugen, kleineren Booten und Strandabschnitten ausgelegt. Insbesondere das 40-mm-Bofors-Geschütz
zählte zur Standardausrüstung der PT-Boote.
Als Nebelgenerator diente ein mit Titantetrachlorid gefüllter Stahlbehälter am Heck des Bootes, dessen Inhalt in Verbindung mit der Luftfeuchte der Umgebung einen dichten Nebel bildete.
Kurz vor der Aufnahme in das Marinemuseum wurde die zu einer Yacht umgebaute PT-617 als Ausflugsboot für Taucher in Florida eingesetzt. Das Museum restaurierte das Boot von Innen und Außen und versetzte es unter Verwendung ähnlicher und gleichwertiger Materialien in seinen ursprünglichen Zustand. Ebenfalls wurde der größte Teil der Bewaffnung wieder montiert.

## Historische Bedeutung
Obwohl das Motortorpedoboot bereits zu Beginn des 20. Jahrhunderts von der Royal Navy entwickelt worden war, erlangte es internationale Bekanntheit erst durch seinen Einsatz während des Zweiten Weltkriegs durch die Marine der Vereinigten Staaten. Die amerikanische Adaption wurde als PT-Schnellboot in großen Stückzahlen gefertigt und vorwiegend dazu verwendet, im Südpazifik feindliche Nachschublinien zu stören sowie küstennahe Einrichtungen auf den Inseln und Atollen der Region anzugreifen. Zu den bekannteren Einsätzen zählen die Unterstützung der Verteidigung während des Angriffs auf Pearl Harbor sowie die Ermöglichung von Douglas MacArthurs Flucht von Corregidor. PT-Boote nahmen an nahezu jeder Pazifikschlacht teil und wurden darüber hinaus auf den Aleuten, im Ärmelkanal sowie im Mittelmeer eingesetzt. Die PT-Schnellboote wurden nach Kriegsende insbesondere durch John F. Kennedy berühmt, der Kapitän von PT-109 gewesen war.
1989 existierten lediglich noch vier PT-Boote aus dem Zweiten Weltkrieg in den Vereinigten Staaten, unter anderem das ebenfalls als National Historic Landmark eingetragene PT-796. PT-617 ist das einzige noch bestehende Boot der 80-Fuß-Klasse, während die anderen drei der 78-Fuß-Klasse angehören.